# Koszalin
Koszalin (németül: Köslin) az északnyugat-lengyelországi Hátsó-Pomeránia legnagyobb városa. A Balti-tenger partjától 10 km-re délre fekszik. Járási jogú város; 1999 óta a Nyugat-pomerániai vajdaság részét képező Koszalin járás székhelye.

## Története
A várost 1214-ben említik először Koszalice néven. II. Bogislav pomerániai herceg egy kolostort építtetett a faluban. 1266-ban városi jogot kapott.
A várost egy tűzvész 1504-ben elpusztította. 1534-ben megjelent az lutheranizmus. 1630-ban II. Gusztáv Adolf svéd király elfoglalta a várost és 8 évig megszállva tartotta.
1718-ban a poroszok lerombolták, majd újjáépítették. 1807-ben Napóleon seregei megszállták a területet, és csak 1813-ban távoztak.
1945 februárjában a szovjet Munkás-paraszt Vörös Hadsereg elfoglalta a várost. Március 4-én rövid csata során megsemmisítette a német csapatokat, s az év végén Lengyelország része lett.
1950-ben Koszalin Vajdaság székhelye lett.
Itt született Joanna Stempińska, aki 2005-2009 között Lengyelország nagykövete volt Budapesten.

## Város beosztása
- Wilkowo
- Cmentarz
- Północ
- Rokosowo
- Raduszka
- Centrum
- Bukowe
- Przylesie
- Zagórzyno

## Testvértelepülések
- Tempelhof–Schöneberg, Berlin
- Neubrandenburg, Németország
- Neumünster, Németország
- Schwedt/Oder, Németország
- Minden, Németország
- Gladsaxe, Dánia
- Seinäjoki, Finnország
- Bourges, Franciaország
- Kristianstad, Svédország[6]
- Roermond, Hollandia
- Lida, Fehéroroszország